# Demian Franzen
Demian Franzen (* 25. Februar 1984) ist ein zurzeit nicht aktiver Schweizer Skirennfahrer australischer Herkunft, der bisher für sein Herkunftsland startete.

## Leben
Franzen stammt aus Zermatt im Kanton Wallis. Bei den Weltmeisterschaften 2007 im schwedischen Åre erreichte er im Slalom überraschend mit der hohen Startnummer 61 den 19. Platz. Bei diesem Rennen kamen allerdings von 74 gestarteten Rennläufern lediglich 25 regulär ins Ziel.

## Erfolge

### Weltmeisterschaften
- Bormio 2005: 35. Riesenslalom, DNF Slalom
- Åre 2007: 19. Slalom, DNF Riesenslalom

### Australian New Zealand Cup
- Saison 2007: 2. Gesamtwertung, 2. Super-G Wertung, 3. Slalomwertung, 3. Kombinationswertung, 6. Riesenslalomwertung
- 7 Platzierungen unter den besten 10, davon 4 Podestplätze

### Sonstige Erfolge
- 4 Podestplätze bei FIS-Rennen
- Australischer Vizemeister im Slalom 2006